# Fordland (Misuri)
Fordland es una ciudad ubicada en el condado de Webster en el estado estadounidense de Misuri. En el Censo de 2010 tenía una población de 800 habitantes y una densidad poblacional de 279,28 personas por km².

## Geografía
Fordland se encuentra ubicada en las coordenadas 37°9′17″N 92°56′31″O / 37.15472, -92.94194. Según la Oficina del Censo de los Estados Unidos, Fordland tiene una superficie total de 2.86 km², de la cual 2.86 km² corresponden a tierra firme y (0.09%) 0 km² es agua.

## Demografía
Según el censo de 2010, había 800 personas residiendo en Fordland. La densidad de población era de 279,28 hab./km². De los 800 habitantes, Fordland estaba compuesto por el 96.25% blancos, el 0.38% eran afroamericanos, el 1% eran amerindios, el 0.13% eran asiáticos, el 0% eran isleños del Pacífico, el 0.5% eran de otras razas y el 1.75% pertenecían a dos o más razas. Del total de la población el 3.13% eran hispanos o latinos de cualquier raza.